# B43-kernwapen
Het B43-kernwapen was een veel door het Strategic Air Command (SAC) - later het Strategic Command (STRATCOM) - gebruikte vrijeval bom die deel uitmaakte van de standaard bewapening van een groot aantal Amerikaanse en NAVO-jachtbommenwerpers en strategische bommenwerpers.
Het wapen, ook wel Mk43 genoemd, werd in 1956 door het Los Alamos National Laboratory ontworpen. De serieproductie startte in 1959 en liep tot 1966. In 1961 werd het wapen operationeel in de Amerikaanse luchtmacht. De gehele serie bedroeg 2000 vrijevalbommen. Van enkele types kon de val door middel van een lintparachute worden vertraagd.

## Gegevens
|                           | Thermonucleaire vrijevalbom B43                   | Thermonucleaire vrijevalbom B43        |
| ------------------------- | ------------------------------------------------- | -------------------------------------- |
| Typen                     | B43 model 1                                       | B43 model 2                            |
| Productie aantal          | 1200                                              | 800                                    |
| Gebruiker                 | USAF, USN, NAVO                                   | USAF, USN                              |
| Operationeel              | 1961-1980                                         | 1980-1992                              |
| Vooraf instelbare sterkte | 5x tussen 70 en 250 kiloton                       | 5x tussen 300 kiloton en 1 megaton TNT |
| Lengte                    | 3,81 m                                            | 4,15 m                                 |
| Diameter                  | 0,42 m                                            | 0,45 m                                 |
| Massa                     | 935 kg                                            | 960 kg                                 |
| Minimale afwerphoogte     | 90 m                                              | 90 m                                   |
| Inzetmode                 | airburst, groundburst, free fall contact, laydown | airburst, grondburst                   |

## Standaard inzetbaar op
|         | B43 Toepasbaar op de vliegtuigtypen |
| ------- | --- |
| Model 1 | USAF B-47 Stratojet, B-52 Stratofortress, Republic F-105 Thunderchief, FB-111 Aardvark, F-4 Phantom II, F-104 Starfighter                     |
| Model 1 | USN A-4 Skyhawk, A-5 Vigilante, A-6 Intruder, A-7 Corsair                                                                                     |
| Model 1 | RAF English Electric Canberra, Avro Vulcan |
| Model 2 | USAF/USN B-52 Stratofortress, FB-111 Aardvark, F-104 Starfighter, F-15 Eagle, F-16 Fighting Falcon, A-5 Vigilante, A-7 Corsair, F/A-18 Hornet |

De B-1 Lancer was voorbestemd om de B43 te vervoeren, maar dit werd later gewijzigd in de B61 en B83-types.
Er is nooit een B43 afgeworpen; wel was het wapen betrokken in een nucleair ongeval waarbij een A-4 Skyhawk, die deel uitmaakte van squadron VA-56 van het vliegdekschip USS Ticonderoga (CV-14), in december 1965 voor de kust van Japan in zee stortte. Van zowel het toestel als de vlieger en de bom werd nooit iets teruggevonden.
In 1983 werd de B43 uitgefaseerd en de laatste wapens werden in 1992 gedeactiveerd. Modernere types zoals het B61-kernwapen en het B83-kernwapen waren inmiddels operationeel geworden.